# Fujiko Takimoto
Fujiko Takimoto (瀧本 富士, Takimoto Fujiko) est une actrice et seiyū japonaise née le 6 novembre 1967 à Ōsaka.

## Filmographie

### Cinéma
- 1999 : Gravitation: Lyrics of Love : Suguru Fujisaki

### Télévision
- 1983 : Olive et Tom (Captain Tsubasa) : Sanae Nakasawa (voix)
- 1994 : Mahôjin guru guru : Nike
- 1999 : Gravitation : Suguru Fujisaki
- 2001 : Mahoromatic : Suguru Misato
- 2004 : Kono minikuku mo utsukushii sekai : Ryou Ninomiya
- 2005 : Noein : Yū Gotō

## Doublage

### Jeux vidéo
- Série The Legend of Zelda : Link enfant
- Grandia (Justin)